# Wadi-Skiffa-Clausura (Süd)

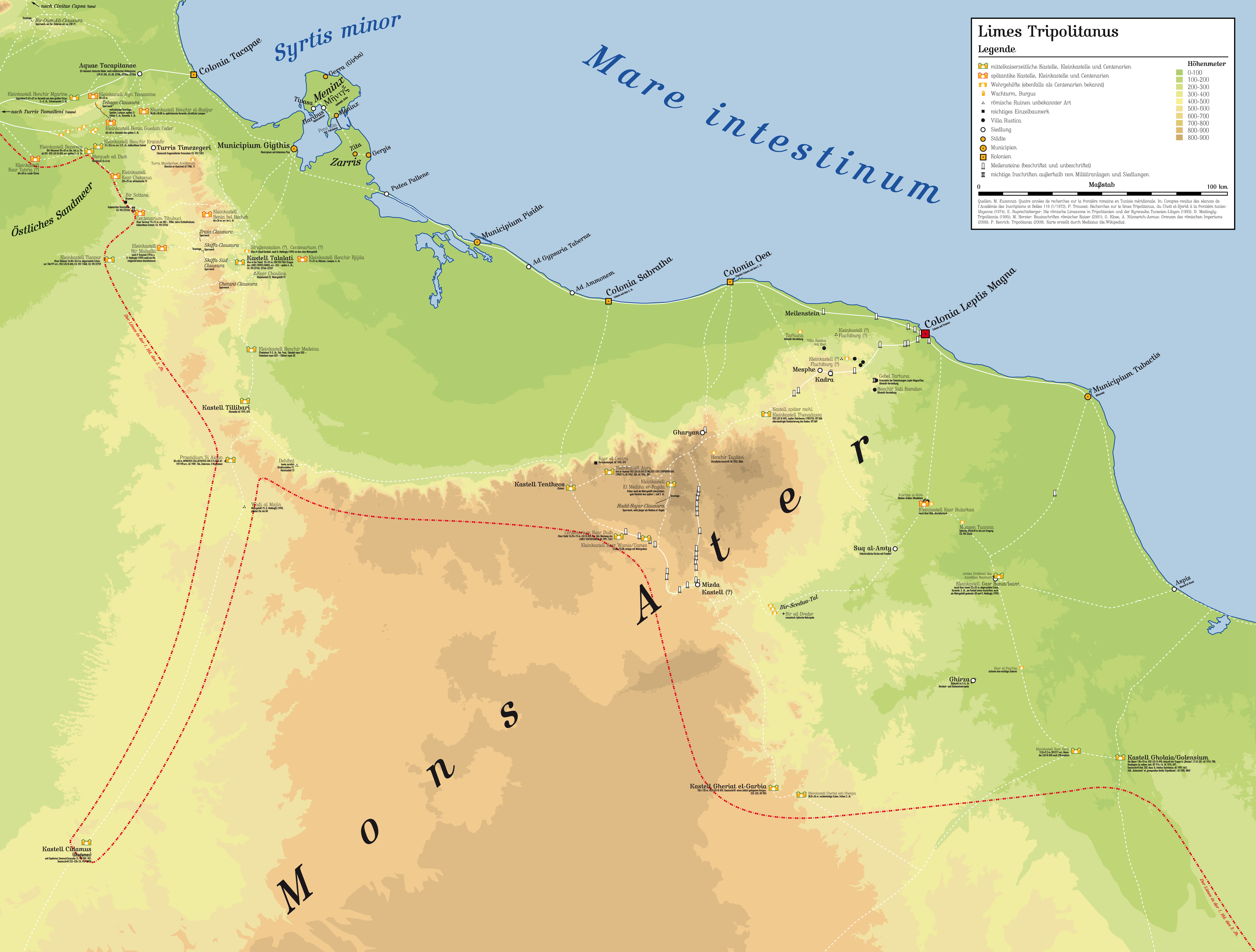
Der Limes Tripolitanus mit der Clausura

Wadi-Skiffa-Clausura (Süd), englisch Clausura of Wadi Skiffa south, ist die moderne Bezeichnung eines kleinen römischen Sperrwerks, das für Sicherungs- und Überwachungsaufgaben am rückwärtigen Limes Tripolitanus, einem tiefgestaffelten System von Kastellen und Militärposten, in der römischen Provinz Africa proconsularis, später Tripolitania, zuständig war. Die kurze, geradlinige Befestigungslinie gehörte zu dem großen Sperrgürtel der das fruchtbare küstennahe Land der Provinz vor Angreifern aus der Wüstenregion verteidigen und gleichzeitig den Warenhandel für Rom kontrollieren sollte. Zudem wurden die Hirtennomaden aus den wüstennahen Gebieten daran gehindert, durch unerlaubte Grenzübertritte in die Konfrontation mit den für Rom bedeutenden landwirtschaftlichen Produktionsstätten im Osten des Landes, insbesondere der Djeffara-Ebene, zu geraten. Der teilweise noch im Gelände erkennbare Schuttwall des Sperrwerks sicherte eine Pass-Straße zwischen den Höhenzügen des Berglandes von Dahar in Südtunesien, Gouvernement Tataouine.

## Lage
Die Clausura befindet sich am oberen Ende eines Trockentals, das rund drei Kilometer südlich und parallel zum größeren Wadi Skiffa bergab nach Westen verläuft. Wie an vielen bereits in der Antike genutzten Pässen über den Höhenzug des Dahar, führt auch hier an der Gebirgsgruppe des Djebel Demmer eine moderne Straße hindurch. Diese Trasse kreuzt am Fuße des Gebirges die Wüstenstraße C211 und führt an den Unterlauf des Wadi bel Recheb zum Kleinkastell Tisavar, das an der ehemaligen Außengrenze des römischen Reiches errichtet wurde. Reisende aus dem Reichsgebiet konnten zudem dem Trockental folgen. Diese knickte in seinem weiteren Verlauf nach Nordwesten ab und mündete in den Oberlauf des Wadi bel Recheb. Hier lag das Kleinkastell Bir Mahalla, von wo aus der Weg ebenfalls nach Tisavar oder an andere Orte entlang der Grenze beziehungsweise in das Östliche Sandmeer, einem Ausläufer der Sahara, führte.

## Forschungsgeschichte
Die Clausura Wadi Skiffa Süd ist 1982 im Rahmen des zwischen 1979 und 1989 durchgeführten UNESCO Libyan Valleys Archaeological Survey von dem britischen Archäologen David Mattingly zufällig entdeckt und untersucht worden. Durch die seit römischer Zeit andauernden Erosionen innerhalb des Wadi, aber auch durch neuzeitliche Pflanzterrassen wurde insbesondere der Mittelteil des Sperrwerks stark zerstört. Den letzten großen Eingriff, der ohne archäologische Begleitung in diesem Abschnitt stattfand, erlitt das Bauwerk zwischen 2010 und 2014 während des zweispurigen Ausbaus der bis dahin lediglich als Wüstenpiste durch die Clausura geführten Trasse.

## Baugeschichte
Die in das dritte Jahrhundert n. Chr. datierenden Ostraca aus dem in Libyen gelegenen Grenzkastell Gholaia/Bu Njem bestätigen die Beteiligung einer regulären Garnison an routinemäßigen polizeilichen Aufgaben sowie der Überwachung von Zivilisten. Mit den Clausurae von Zraia und Skiffa sollte der Limesabschnitt von Talalati gesichert werden. Die militärischen Führung hatte den Limes Tripolitanus in mehrere Teilbereiche gegliedert, die von Abschnittskommandanten befehligt wurden. Die am Djebel Demmer installierten Sperrwerke bildeten mit dem nördlich gelegenen Kleinkastell Benia bel Recheb, das in einer Linie mit den Talsperren lag, eine Einheit. An der Clausura Skiffa Süd kontrollierte eine kleine Einheit römischer Soldaten den Warenverkehr und sicherte das dicht besiedelte Gebiet der Provinz im Osten gegen unerlaubte Grenzübertritte ab. Im östlichen Talgrund des Dahar lag zur rückwärtigen Grenzsicherung das 263 n. Chr. errichtete Kastell Talalati. In der dort gefundenen Bauinschrift wird dieser Grenzabschnitt als Limes Tripolitanus bezeichnet.
Die Bauart des Sperrwerks gleicht jener, die an der nördlich gelegenen Skiffa-Clausura angewandt wurde. Das zeigt sich unter anderem an der Konstruktion des aus Bruchsteinen errichteten Walls, der von größeren Blöcken begleitet wird, die wie „Randsteine“ wirken. Obwohl der Mittelteil der „Skiffa-Clausura Süd“ nur noch sehr schlecht erhalten ist, haben sich die Überreste an den zu den Endpunkten hin steil ansteigenden südlichen und nördlichen Hängen gut erhalten. Das Bauwerk lässt sich an seinem Ende im Südosten bis auf eine Höhe von rund 410 Metern nachvollziehen, anschließend fällt es bis auf rund 395 Meter ab und steigt im Nordwesten wieder auf rund 410 Höhenmeter an. In den am besten dokumentierbaren Abschnitten war der aufgeschüttete Wall des rund 300 Meter langen Sperrwerks im Jahre 1982 zwischen 3 und 3,50 Meter breit und noch maximal 0,50 Meter hoch erhalten. Mattingly konnte während seiner Untersuchungen keinerlei Spuren von Türmen oder Toren feststellen. Natürlich besteht die Möglichkeit, dass diese im Talgrund an der Oberfläche keine Spuren mehr hinterlassen haben.

## Zeitliche Einordnung
Bisher lässt sich kein konkretes Alter für diese Clausura bestimmen. Eine Feldbegehung in unmittelbarer Nähe des Bodendenkmals durch Mattingly brachte kein datierbares Material hervor. Für den Archäologen war dies – angesichts des schlechten Erhaltungszustandes der Anlage – keine sonderliche Überraschung. Der französische Archäologe Pol Trousset nahm als Entstehungszeitraum für das Clausura-Systems am Djebel Demmer das dritte Jahrhundert n. Chr. an, während Mattingly eher für das vierte Jahrhundert plädierte. Unabhängig vom genauen Zeitpunkt der Entstehung der Clausurae am Djebel Demmer steht jedoch fest, dass diese Strukturen bis in die spätrömische Zeit Bestandteil der Grenzsicherung waren. Es besteht eine offene Diskussion, ob zumindest Teile der alten Grenzsperren in diesem Teilabschnitt nach der Wiedereroberung Nordafrikas durch den oströmischen Kaiser Justinian I. (527–565) neu besetzt wurden.